# Янко Керемидчиев
Янко Керемедчиев е български историк и краевед.

## Биография
Роден е на 15 януари 1923 г. в Малко Търново, България. Основно образование получава в родния си град, а средно в Бургаската мъжка гимназия. Работи като учител последователно в странджанските села Моряне и Стоилово.
По време на войната 1944-1945 година е доброволец в 24-та доброволческа дружинка. След уволнението си от военна служба работи в Малко Търново като: председател на Околийския комитет на Демократичната младеж, директор на основното училище, началник отдел „Народна просвета“ при ГНС, директор на гимназията, секретар на Околийския комитет на БКП.
Завършва история в Софийския държавен университет през 1965 година. Същата година се премества да живее в Бургас. За научноизследователската си работа получава степен „Първи клас квалификация“ по история.
Главните научни интереси на Янко Керемидчиев са насочени към проучване и събиране на документални и публицистични материали, свързани с историята на Малкотърновския край и Странджа. Теми в неговата научноизследователска работа са: Илинденско-Преображенското въстание, странджанския фолклор, музейното дело, освободителните войни в Бургаския регион и др.
По негова инициатива и редакция е издаден „Юбилеен сборник Бургас 1878-1912“ през 1998 година. Голяма част от събраната документална сбирка на Янко Керемидчиев се съхранява в Окръжен архив – Бургас, чийто опис е отпечатан през 1997 година.
Със свои доклади и научни съобщения е участвал в 47 научни конференции, сесии, много краеведски четения и обществени тържества.
За своята многостранна и активна научна и обществена дейност е отличен с орден „Кирил и Методий“ II степен, медал за трудово отличие, отличник на Комитета за изкуство и култура, орден Капитан Петко войвода – златен и др.
Починал е през 2004 г.